# Lista das estrelas mais massivas
Na lista abaixo, estão as estrelas mais massivas que se conhecem, ordenadas de acordo com sua massa, expressada em massas solares.
A massa estelar é o atributo mais importante da estrela. Junto com a composição química, a massa determina sua luminosidade, seu tamanho, e em última instância, seu destino.

## Lista

### Lista das estrelas mais massivas
| Nome            | Massa (Sol = 1) | Ref.        |
| --------------- | --------------- | ----------- |
| Westerhout 49-2 | 250             | [ 1 ]       |
| BAT99-98        | 226             | [ 2 ]       |
| RMC136a1        | 196             | [ 3 ]       |
| Melnick 42      | 189             | [ 4 ]       |
| VFTS 1022       | 178             | [ 4 ]       |
| Westerhout 51-3 | 160             | [ 5 ]       |
| RMC136a3        | 155             | [ 3 ]       |
| VFTS 682        | 153             | [ 6 ]       |
| HD 15558        | >152 ± 51       | [ 7 ] [ 8 ] |
| RMC136a2        | 151             | [ 3 ]       |
| RMC136a6        | 150             | [ 9 ]       |
| Melnick 34      | 147             | [ 10 ]      |
| LH 10-3209      | 140             | [ 11 ]      |
| VFTS 506        | 138             | [ 6 ]       |
| Melnick 34 B    | 136             | [ 10 ]      |
| VFTS 545        | 133             | [ 6 ]       |
| NGC 3603-B      | 132 ± 13        | [ 12 ]      |
| HD 269810       | 130             | [ 13 ]      |
| Westerhout 49-1 | 130             | [ 1 ]       |
| RMC136a7        | 127             | [ 14 ]      |
| WR 42e          | 125–135         | [ 15 ]      |
| RMC136a4        | 124             | [ 9 ]       |
| Arches-F9       | 111–131         | [ 16 ]      |
| Sk -69º 212     | 119             | [ 17 ]      |
| Sk -69º 249 A   | 119             | [ 17 ]      |
| ST5-31          | 119             | [ 17 ]      |
| RMC136a5        | 116             | [ 18 ]      |
| WR 24           | 114             | [ 1 ]       |
| Cygnus OB2-12   | 110             | [ 19 ]      |
| VFTS 621        | 107             | [ 1 ]       |
| RMC136a6        | 105             | [ 18 ]      |
| Westerhout 49-3 | 105             | [ 1 ]       |
| Arches-F6       | 101             | [ 20 ]      |
| η Carinae       | 100             | [ 21 ]      |
| S Doradus       | 100             | [ 22 ]      |
| WR 102ka        | 100             | [ 23 ]      |